# Jan Kaczor
Jan Kaczor (ur. 2 marca 1908 w Piórkowie, zm. 4 maja 1988 tamże) – polski rolnik i polityk ludowy, poseł na Sejm PRL IV i V kadencji.

## Życiorys
Uzyskał wykształcenie średnie, z zawodu rolnik. Działał w ruchu ludowym (m.in. w Związku Młodzieży Wiejskiej RP „Wici”) w okresie II RP oraz po II wojnie światowej. Podczas okupacji był współzałożycielem Batalionów Chłopskich. Później był starostą powiatu opatowskiego oraz kierownikiem Gromadzkiej Biblioteki Publicznej w Piórkowie i korespondentem „Zielonego Sztandaru”. W 1965 i 1969 z ramienia Zjednoczonego Stronnictwa Ludowego uzyskiwał mandat posła na Sejm PRL w okręgu Ostrowiec Świętokrzyski, przez dwie kadencje zasiadał w Komisji Kultury i Sztuki.
Autor książek Wspomnienia ludowego starosty i Drogą wśród ludzi.
Miał córkę Zofię oraz syna Kazimierza (regionalistę, działacza PSL, wiceprzewodniczącego rady powiatu opatowskiego w kadencji 1998–2002).

## Odznaczenia
- Order Sztandaru Pracy I klasy
- Order Sztandaru Pracy II klasy
- Krzyż Oficerski Orderu Odrodzenia Polski
- Krzyż Kawalerski Orderu Odrodzenia Polski
- Złoty Krzyż Zasługi z Mieczami
- Srebrny Krzyż Zasługi (dwukrotnie)
- Brązowy Krzyż Zasługi
- Medal Zwycięstwa i Wolności 1945
- Medal 10-lecia Polski Ludowej
- Odznaka 1000-lecia Państwa Polskiego (1966)[1]